# Petchia erythrocarpa
Petchia erythrocarpa là một loài thực vật có hoa trong họ La bố ma. Loài này được (Vatke) Leeuwenb. miêu tả khoa học đầu tiên năm 1997.